# Julie Strain
Julie Ann Strain (18. února 1962 – 10. ledna 2021) byla americká herečka a modelka. Časopis Penthouse ji vybral jako Pet měsíce v červnu 1991 a Pet roku 1993. Její největší mainstreamovou hereckou rolí byla Julie, protagonistka filmu Heavy Metal 2000.

## Časný život
Strain se narodila v Concordu v Kalifornii. Absolvovala Diablo Valley College, měla rozsáhlé sportovní vzdělání. Nakonec se vydala do Las Vegas a později do Hollywoodu v Kalifornii.

## Kariéra
S více než 100 filmy na svém kontě se Strain stala známou jako „královna B-filmů“.  Navíc byla Penthouse Pet of the Month za červen 1991 a Penthouse Pet of the Year za rok 1993. Její podobu připojovali k mnoha komiksovým a animovaným postavám. Například dabovala hlavní postavu v animovaném filmu Heavy Metal 2000 a byla základem pro videohru Heavy Metal: FAKK ².

## Osobní život a smrt
Strain byla vysoká 185 cm. Od roku 1995 do roku 2006 byla vdaná za Kevina Eastmana a narodil se jim syn Shane (narozen 2006). Kvůli zranění hlavy po pádu z koně ve svých 20 letech hodně vzpomínek ze svého mládí vymazala z paměti retrográdní amnézie.
V listopadu 2018 její přítel oznámil, že je v pozdním stádiu demence, zřejmě v důsledku tohoto pádu, a dostávala hospicovou péči doma. Zemřela 10. ledna 2021 ve věku 58 let.

## Autobiografie
V roce 1997 vydal Heavy Metal autobiografii Strainové, Six Foot One and Worth the Climb. (ISBN 1-8829-3133-5 ) Bylo to silně ilustrováno fotografiemi z její filmové a modelingové kariéry a obrazy Borise Valleja, Julie Bell a Olivie De Berardinis.

## Částečná filmografie
| Rok  | Film                                                 | Role                                   | Poznámky |
| ---- | ---------------------------------------------------- | -------------------------------------- | --- |
| 1990 | Repossessed                                          | Aerobics/Locker Room Nude Girl         | (uncredited) |
| 1991 | Midnight Heat                                        | Carl's Breakfast Girl/Silver Statuette | a.k.a. Sunset Heat                                                                                              |
|      | Out for Justice                                      | Roxanne Ford                           | |
|      | Double Impact                                        | Student                                | |
| 1992 | Soulmates                                            | Pretty Woman                           | a.k.a. Blood Love (UK video title) / a.k.a. Evil Lives (USA video title)                                        |
|      | Kuffs                                                | Kane's Girl                            | |
|      | Mirror Images                                        | Gina Kaye                              | |
|      | Witchcraft IV: The Virgin Heart                      | Belladonna                             | |
|      | Night Rhythms                                        | Linda                                  | |
| 1993 | Love Bites                                           | Female Jogger                          | a.k.a. Love Bites: The Reluctant Vampire (USA)                                                                  |
|      | Psycho Cop Returns                                   | Stephanie                              | a.k.a. Psycho Cop 2 (USA video box title)                                                                       |
|      | Enemy Gold                                           | Jewel Panther                          | |
|      | The Unnamable II: The Statement of Randolph Carter   | Creature                               | a.k.a. H.P. Lovecraft's The Unnamable Returns / a.k.a. The Unnamable Returns                                    |
|      | Love Is Like That                                    | Amber                                  | a.k.a. Bad Love / a.k.a. Wild Angel                                                                             |
|      | Fit to Kill                                          | Blu Steele                             | |
|      | Teasers                                              | Diva                                   | |
| 1994 | Play Time                                            | Sheraton                               | |
|      | The Devil's Pet                                      | Queen of Lost Island                   | |
|      | Naked Gun 33⅓: The Final Insult                      | Dominatrix                             | |
|      | Beverly Hills Cop III                                | Annihilator Girl                       | |
|      | Infernal Soldiers                                    | Tess                                   | a.k.a. The Mosaic Project (video title)                                                                         |
|      | The Dallas Connection                                | Black Widow                            | |
|      | Baywatch                                             | Windsurfer                             | (uncredited); Episode: Red Wind / a.k.a. Baywatch Hawaii (USA new title)                                        |
| 1995 | Takin' It Off Out West                               | Mad Mary                               | |
|      | Big Sister 2000                                      | Interrogator                           | |
|      | Starstruck                                           | Johanna                                | |
|      | Blonde Heaven                                        | Illyana                                | a.k.a. Morgana (USA DVD title) / a.k.a. Morganna (USA video title)                                              |
|      | Johnny Mnemonic: The Interactive Action Movie        | Pretty                                 | |
|      | Temptress II                                         | Erica Barnes                           | a.k.a. Sorceress                                                                                                |
|      | Victim of Desire                                     | Linda Hammond                          | a.k.a. Implicated                                                                                               |
|      | Midnight Confessions                                 | Mariana                                | a.k.a. Voices of Seduction (UK video title)                                                                     |
|      | Virtual Desire                                       | Sascha                                 | |
| 1996 | Squanderers                                          | Jill                                   | a.k.a. Money to Burn                                                                                            |
|      | Sorceress II: The Temptress                          | Tara Coventry                          | a.k.a. Legion of Evil: Sorceress II (UK DVD title) / a.k.a. Sorceress 2 (USA short title)                       |
|      | Day of the Warrior                                   | Willow Black                           | a.k.a. L.E.T.H.A.L. Ladies: Day of the Warrior                                                                  |
|      | Hollywood: The Movie                                 | Dora                                   | |
|      | Red Line                                             | Crystal                                | |
| 1997 | The Last Road                                        | Maggie                                 | a.k.a. SpeedWay (USA video title)                                                                               |
|      | Hollywood Cops                                       | Madam Fortune Stella                   | |
|      | Busted                                               | Annette                                | |
|      | Bikini Hotel                                         | Raquel                                 | |
|      | Guns of El Chupacabra                                | Queen B                                | |
|      | Lethal Seduction                                     | Holly                                  | a.k.a. Lethal Betrayal                                                                                          |
| 1998 | Masseuse 3                                           | Sascha                                 | a.k.a. Indiscretions (USA)                                                                                      |
|      | L.E.T.H.A.L. Ladies: Return to Savage Beach          | Willow Black                           | |
|      | Armageddon Boulevard                                 | Queen Bee                              | |
|      | Sex Court (TV series)                                | Judge Julie                            | |
| 1999 | Ride with the Devil                                  | The Temptress                          | |
|      | Wasteland Justice                                    | Raven                                  | |
|      | Desirable Liaisons (TV series)                       | Col. Fedorova                          | |
|      | Bloodthirsty                                         | New Roommate/Narrator                  | a.k.a. Blood Thirsty (USA video box title)                                                                      |
|      | Captain Jackson (TV series)                          | Robot Mommy                            | |
| 2000 | The Independent                                      | Ms. Kevorkian                          | |
|      | Heavy Metal 2000                                     | Julie (voice)                          | Heavy Metal F.A.K.K.2 (Germany)                                                                                 |
|      | The Rowdy Girls                                      | Mick                                   | |
|      | The Bare Wench Project                               | The Bare Wench                         | |
|      | Heavy Metal: F.A.K.K. 2                              | Julie (voice)                          | Video game |
|      | Centerfold Coeds: Girlfriends                        | Miss Hardy                             | |
| 2001 | Sex Court: The Movie                                 | Judge Julie                            | |
|      | The Bare Wench Project 2: Scared Topless             | The Bare Wench                         | Bare Wench 2: Book of Babes (USA) / a.k.a. Book of Babes: Bare Wench 2 (USA video box title)                    |
|      | BattleQueen 2020                                     | Gayle                                  | a.k.a. Battle Queen 2020 (USA)                                                                                  |
|      | The Man Show (TV series)                             | Stripper                               | Episode: Sperm Bank                                                                                             |
|      | How to Make a Monster                                | Sebe sama                              | |
| 2002 | God Squad!                                           | Julie                                  | |
|      | Thirteen Erotic Ghosts                               | Baroness Lucrezia                      | |
|      | .com for Murder                                      | Exotic dancer                          | |
|      | Planet of the Erotic Ape                             |                                        | a.k.a. Babes in Kongland or World of the Erotic Ape (USA DVD titles)                                            |
|      | The Bare Wench Project 3: Nymphs of Mystery Mountain | The Bare Wench                         | a.k.a. Bare Wench III: The Path of the Wicked (USA) / a.k.a. Bare Wench: The Path of the Wicked (USA DVD title) |
|      | Bleed                                                | Linda                                  | |
| 2003 | HorrorTales.666                                      |                                        | |
|      | Baberellas                                           | Coochinota                             | |
|      | Birth Rite                                           | Ms. Carlson                            | |
|      | Zombiegeddon                                         | Dispatcher                             | |
|      | Delta Delta Die!                                     | Marilyn Fitch                          | |
|      | Rock n' Roll Cops 2: The Adventure Begins            | Stella                                 | a.k.a. The Rock n' Roll Cops (USA DVD title)                                                                    |
|      | Bare Wench Project: Uncensored                       | The Bare Wench                         | |
| 2004 | Tales from the Crapper                               | Ivanna Dance/Samantha                  | |
| 2005 | Bare Wench: The Final Chapter                        | Bare Wench                             | |
|      | Azira: Blood from the Sand                           | Azira                                  | |
|      | No Pain, No Gain                                     | Amazon Beach Goddess                   | |
|      | Exterminator City                                    |                                        | |
| 2007 | Chantal                                              | Sinister Model                         | |
|      | Hollywood Scream Queens                              | Sebe sama                              | |